# Ketupa
Ketupa és un gènere d'ocells de la família dels estrígids (Strigidae). Coneguts, juntament amb Scotopelia, com ducs pescadors, habiten en boscos de ribera i àrees forestals properes a zones humides d'Àsia.

## Taxonomia
Segons la classificació del Congrés Ornitològic Internacional (versió 13.1, 2023), aquest gènere conté 12 espècies.
- duc pescador de Blakiston (Ketupa blakistoni).
- duc de Coromandel (Ketupa coromanda).
- duc pescador lleonat (Ketupa flavipes).
- duc pescador de Malàisia (Ketupa ketupu).
- duc lletós (Ketupa lactea)
- duc tacat (Ketupa leucosticta).
- duc del Nepal (Ketupa nipalensis).
- duc de les Filipines (Ketupa philippensis).
- duc de Guinea (Ketupa poensis).
- duc de Shelley (Ketupa shelleyi).
- duc d'Indonèsia (Ketupa sumatrana).
- duc pescador bru (Ketupa zeylonensis).

Anteriorment només es consideraven en el gènere Ketupa 3 espècies de duc pescador (K. flavipes, K. ketupu i K. zeylonensis). Però el Congrés Ornitològic Internacional, en la seva llista mundial d'ocells (versió 13.1, 2023) decidí traslladar-hi 9 espècies que estaven classificades dins de Bubo. Tanmateix, altres obres taxonòmiques, com el Handook of the Birds of the World i la quarta versió de la BirdLife International Checklist of the birds of the world (Desembre 2019), encara no han adoptat aquest canvi.